# Vila-rubla
Vila-rubla, Vila Rubla o Vilarrubla és un nucli de població del municipi de Montferrer i Castellbò, a l'Alt Urgell. Antigament formava part del quarter de Castellbò, un dels cinc quarters que tenia el vescomtat de Castellbò.
S'hi accedeix per una pista de terra, de vegades en mal estat, des del port del Cantó o des de Guils del Cantó. Està situat entre els pobles de Solans i Biscarbó, en la solana de la vall. L'església del poble és la parròquia de Sant Serni de Vila-rubla
S'hi poden trobar les ruïnes de les Torretes Sant Sadurní de Vila-Rubla.

## Geologia
La major part del terme està situada en l'anomenada Sinclinal de Biscarbó, que se exten des de la falla de La Torre (de Junyent) fins a una altra falla més enllà de Prat Primer. Les roques que la componen corresponen al període Carbonifer ante-Estephaniense.

## Història
Hi ha evidència de presència humana en la vall des del Neolític, existint dòlmens en variat estat de conservació i indústria lítica diversa, si bé no es pot dir que en la mateixa ubicació del poble hi hagués un emplaçament humà estable.
La parròquia de Villarubea és citada a l'acta de consagració de la catedral de la Seu d'Urgell de l'any 839.
També se cita el poble de Vila-rubla en el llibre El Monestir de Santa Maria de Gerri: segles XI-XV d'Ignasi M. Puig i Ferreté, on hi llegim que el 5 d'agost del 1011 : El comte Guillem dona al monestir de Gerri el castells d'Aransal i les viles de Solans, els dos Aransals, VIla-rubla i Buseu amb els seus termes i pertinences, a més de les esglésies de Sant Joan de Solans, Sant Sadurní de Buseu i Sant Lliser. Amb tota probabilitat es tracta del compte Guillem II del Pallars Sobirà. També hi llegim que el 24 d'octubre de 1089, el compte Artau II (net de Guillem II) , Eslonça  (la seva dona)  i Ot - ja bisbe d'Urgell - venen el castells de Rocafort i les viletes de Buseu i Vila-rubla amb els seus delmes i serveis, a Guitard de Vallferrera pel preu d'un cavall i mil cinc-cents mancusos "in rem valentem" (és a dir, en espècie per la quantitat fixada).
El mateix llibre també recull una referència a Vila-rubla (ipsa Ruberea) amb el que podem pensar que Ruberea era el nom original del poble. També es menciona que Guillem Guitard de Vallferrera, a petició del prior Teudall de Gerri retorna al monestir uns quants pobles, entre els quals hi ha Vila-rubla, que tenia per venda de Artau II, si bé anteriorment n'havia fet donació al monestir el compte Guillem.
El lloc de Vilarrubia apareix esmentat a l'acta de consagració de l'església del monestir de Santa Cecília d'Elins l'any 1080. A l'Spill, redactat l'any 1519, és recollida la seva adscripció al vescomtat de Castellbò. L'església de Sant Serni, del deganat de l'Urgellet, és esmentada a la visita dels anys 1312 i 1314, endegada pels delegats de l'arquebisbe de Tarragona. L'església de Sant Serni era sufragània de Sant Fruitós de Guils del Cantó, i actualment està inclosa dins de la demarcació parroquial de Sant Serni de Noves.
En el Manual geográfico-administrativo de la monarquía española de Fermín Caballero de 1844, es menciona el poble com Vilarubia, així com al llibre Demarcacion de los limites de las cuatro provincias en que se divide la Cataluña de 1822 i en Boletín oficial del Ministerio de Gracia y Justicia de 1852.
El poble és mencionat en el llibre El Meu diari de guerra, 1938-1939 escrit pel beat Pere Tarrés, per on passà mentre servia com a metge de l'Exèrcit Republicà a la Guerra Civil espanyola.
Administrativament, Vila Rubla era part de Guils del Cantó quan aquest es va incorporar a Montferrer-Castellbo el 12/04/1972.

## Economia
El poble va tenir en un passat una economia de subsistència de muntanya, amb terrenys de cultiu molt segmentats, petits ramats i animals domèstics.
En la publicació Diccionario geográfico-estadístico-histórico de España y sus posesiones de ultramar de 1845, es parla de les valls de Solans i d'Aguilar en aquests termes : el terreno generalmente montañoso, es parte tenaz y parte flojo, poblado en muchas partes de bosques arbolados. PROD.: trigo, centeno cebada, legumbre, patatas y pastos; se cria ganado lanar, caballar, mular, vacuno y de cerda; hay caza de conejos y perdices. POBL.:13 vec., 74 alm. CAP. IMP. 18,508 rs CONTR.: el 14,28 por 100 de esta riqueza.
Hi ha constància d'emigració estacional durant l'hivern per millorar els ingressos des del segle xix. Durant un temps es venia la llet que es produïa a petita escala i era recollida per un camió que feia de mitjà de transport. Això va seguir així fins que el poble es va despoblar a la dècada dels 70 del segle xx, tot i que el 1970 el cens era de 20 persones. La manca d'aprofitament del territori ha portat que el bosc recuperi part de la superfície de conreu.
A finals del segle XX el territori s'utilitzava per pastura d'ovelles, que han estat substituïdes per vaques.
L'electricitat, que es produïa antigament durant unes hores al dia, amb un generador propietat de la casa del poble anomenada Cal Roqué a partir de l'aigua d'una bassa, que s'abastia amb l'aigua del rierol que passa a prop del poble, però durant bona part del segle xx va deixar de produir-se.
El poble va tornar a tenir llum, i per primer cop enllumenat públic, el 2010. El poble no té instal·lació de clavegueram i els carrers són tots de terra.

## Curiositats
La gent del poble té una especial veneració per l'Hermita de Santa Eugènia de Solans (o Eugina) on se sol fer un aplec anualment, amb la resta dels habitants dels pobles veïns.
El Pep Coll recull en algun dels seus llibres (Muntanyes maleïdes) una bruixa del poble, de cal Fèlix, de malnom la Marinyaca, a la que se li atribueixen moltes malifetes.
El nom d'aquest poble està relacionat amb el cognom Vilarrubla. A l'Alt Urgell aquest cognom està en la posició 34 i tan sols es troba en 10 comarques de Catalunya, a més d'Andorra.